# Katarzynów (gromada)
Katarzynów – dawna gromada, czyli najmniejsza jednostka podziału terytorialnego Polskiej Rzeczypospolitej Ludowej w latach 1954–1972.
Gromady, z gromadzkimi radami narodowymi (GRN) jako organami władzy najniższego stopnia na wsi, funkcjonowały od reformy reorganizującej administrację wiejską przeprowadzonej jesienią 1954 do momentu ich zniesienia z dniem 1 stycznia 1973, tym samym wypierając organizację gminną w latach 1954–1972.
Gromadę Katarzynów siedzibą GRN w Katarzynowie utworzono – jako jedną z 8759 gromad na obszarze Polski – w powiecie brzezińskim w woj. łódzkim, na mocy uchwały nr 29/54 WRN w Łodzi z dnia 4 października 1954. W skład jednostki weszły obszary dotychczasowych gromad Felicjanów, Katarzynów, Słotwiny, Stefanów, Długie (z wyłączeniem wsi Turobowice) i Jeziorko (z wyłączeniem wsi Lisowice i kolonii Kruszynek) ze zniesionej gminy Katarzynów w tymże powiecie. Dla gromady ustalono 15 członków gromadzkiej rady narodowej.
31 grudnia 1959 do gromady Katarzynów przyłączono kolonię Kazimierzów, kolonię Leopoldów, wieś i kolonię Świny, kolonię Świny-Pieńki, kolonię Michałów, wieś i kolonię Wierzchy oraz kolonię Turobowice ze zniesionej gromady Wierzchy.
31 grudnia 1961 do gromady Katarzynów przyłączono obszar zniesionej gromady Redzeń Stary.
Gromada przetrwała do końca 1972 roku, czyli do kolejnej reformy gminnej.